# Francisc-Septimiu Krausz
Francisc-Septimiu Krausz (n. 11 noiembrie 1938 – d. 11 aprilie 2024) a fost un deputat român din legislatura 1990-1992, ales în județul Hunedoara pe listele partidului FSN. Francisc-Septimiu Krausz a fost profesor universitar la Facultatea de Științe Petroșani, șef al catedrei de Sociologie,cel mai renumit sociolog din județul Hunedoara, a publicat Sociologia Conducerii. Francisc-Septimiu Krausz a deținut titlul de luptător pentru victoria Revoluției din decembrie 1989.

## Biografie
Francisc Septimiu Krausz (n.11 noiembrie 1938 la Baia Mare, Maramureș, d. 11 aprilie 2024 la Petroșani, Hunedoara) a fost profesor universitar, doctor în Filosofie, personalitate marcantă în domeniul sociologiei. A fost membru al Adunării Deputaților din primul Parlament de după 1989. În cadrul acestuia, a avut funcția de președinte al „Comisiei permanente pentru învățământ, știință, tineret și sport” (1991-1992) și președinte al „Comisiei speciale pentru analiza problemelor economice, sociale și a condițiilor de muncă și viață din minerit” (1991-1992).
A absolvit Academia de Studii Economice București în anul 1959 și a obținut titlul de doctor în Filosofie la Universitatea Babeș-Bolyai, în 1974, cu lucrarea „Intelectualitatea tehnică. Cercetări Sociologice în minerit” sub conducerea prof. univ.dr. Ernö Gall.
Între anii 1959-1962 a fost profesor de liceu iar din 1962 a devenit cadru didactic al Institutului de Mine din Petroșani, în care a funcționat timp de 43 de ani, parcurgând toate treptele carierei universitare, devenind conferențiar (1974) și profesor (din 1990). 
S-a remarcat, prin competență științifică deosebită în domeniul metodologiei sociologice, al metodelor și tehnicilor de cercetare sociologică, al sociologiei muncii și conducerii și al eticii și deontologiei profesiei de  sociolog.
În 1968 a creat și predat primul curs de Sociologie din învățământul tehnic superior,  astfel că Sociologia se predă la Universitatea din Petroșani neîntrerupt, de peste 56 de ani. În 1992 a contribuit decisiv la înființarea specializării Psihosociologie (devenită ulterior Sociologie) și  a contribuit la înființarea specializării de Asistență socială. 
A fost membru al Consiliului Facultății  (1970-2005), membru în Senatul Universității (1984-2005), prorector al Universității (1990-1992), șeful catedrei de Științe socio-umane timp de 20 de ani, până la pensionare (1985 - 2005), conducător de doctorat în Sociologie. 
În decursul activității sale profesionale, a înființat două instituții de cercetare. Între 1973 și 1989 a funcționat Laboratorul Interdisciplinar pentru Probleme Social-economice Petroșani (LIPSEP) al cărui  director a fost, având ca membrii aproximativ 60 de reputați profesioniști din 13 specialități. Din 2008, a înființat Institutul Social Valea Jiului, al cărui președinte a fost până în 2024.        
A inițiat și a condus peste 180 de cercetări sociologice de teren; a coordonat 32 de cercetări pe bază de contracte; este autor sau coautor a 117 publicații. A organizat simpozioane științifice naționale: „Stabilizarea forței de muncă” (1972), „Sociologia tranziției” (1995), „Predarea sociologiei în învățământul superior” (2000). A elaborat 6 cursuri universitare și este autorul  sau coordonatorul a altor 8 cărți. A participat cu comunicări la  manifestări științifice internaționale: Congresele Mondiale de Sociologie – Varna (1970) și Toronto (1974), Congresele Mondiale de Minerit – București (1972), Lima (1974), Düsseldorf (1976), Conferința Mondială a Populației (1974), Colocviul Franco-Român de Sociologie – Paris (1973) și Româno-Francez – București (1976) și cu zeci de comunicări la sesiuni științifice naționale desfășurate la București, Cluj, Timișoara, Iași, Sibiu, Constanța etc.
Între anii 1970-1976 a fost membru al Asociației Internaționale de Sociologie, făcând parte din Comitetul de Cercetare „Sociologia muncii”. Din 1990,  a fost membru al Asociației Române de Sociologie (între 1990 – 1993 fiind și membru al Comitetului Director al acesteia). 
Între anii 1995-1996 a fost expert în Programul Phare „Formarea formatorilor” iar în perioada 1997-2004, a fost expert evaluator al CNCSIS.
Între anii 1994 – 2000 a fost membru în Comisia de Științe Sociale a Consiliului Național de Evaluare și Acreditare Academică, care a autorizat și acreditat domeniile de Sociologie,  Psihologie și Asistență socială în diverse centre universitare, la București, Cluj, Oradea, Arad, Timișoara, Iași, Craiova etc. 
În 2011 a primit din partea ARS „Diploma de inițiator al predării Sociologiei” iar în 2016 a primit titlul de „Cetățean de Onoare al Municipiului Petroșani”.

## Câteva publicații
- Sociologia conducerii, ed. Universitas, Petroșani, 2004, 194 pag.
- Metodologia și metodica sociologiei, Ed. MatrixRom, București,  2007, 269 pag. (cu Stegar Irinel)
- Mimetismul de la obiceiuri la crima organizată, Ed. MatrixRom, București, 2015, 204 pag. Cartea a fost onorată de Academia Română cu premiul „H.H.Stahl”, pentru anul 2015. (cu Stegar Irinel)
- O antologie a sociologiei în minerit, Ed. MatrixRom, București, 2018, 302 pag.
- Amintiri și posibile memorii, Ed.Focus, Petroșani, 2022, 237 pag.
- Deontologie sociologică, (ediție completată), Ed. Focus, Petroșani, 2022, 187 pag.

Notă: Toate cărție menționate sunt postate pe site-ul www.bibliotecadesociologie.ro.        